# Dove Evolution

Dove evolution est un clip publicitaire d'une minute conçu par Tim Piper et dirigé par Yael Staav de l'agence Ogilvy & Mather pour le Fonds de l'Estime de Soi Dove/Unilever. On y voit[style à revoir] une femme ordinaire accompagnée par une maquilleuse s'asseoir sur une chaise. Un plan fixe et rapproché de son visage filme sa transformation en accéléré. Elle est maquillée, coiffée et retouchée numériquement, puis le fond du logiciel de retouche se transformant en environnement urbain, le plan s'éloigne pour laisser voir un panneau publicitaire pour une marque fictive (la Fasel Foundation Makeup) où son visage devenu parfait est capté par le regard d'un groupe de jeunes filles qui passe devant l'affiche. 
Diffusé sur YouTube le 6 octobre 2006, la vidéo totalise plus de 3 millions de visionnements un mois plus tard. La vidéo est diffusée dans plusieurs émissions télévisées, notamment Good Morning America, The View, The Today Show... et bénéficie d'une couverture médiatique sur de grandes chaînes telles CNN ou ABC News. De nombreuses parodies de la vidéo apparaissent en substituant au mannequin une autre personne qui sera au choix travestie, enlaidie, vieillie...

## Conception
Le commanditaire du clip est le Fonds de l'Estime de Soi Dove qui souhaite promouvoir « une vision moins étroite de la beauté » auxquelles tendent les femmes en s'imposant des régimes excessifs et autres privations. La beauté parfaite n'existerait donc pas puisque toutes les femmes présentes sur les affiches et les couvertures sont maquillées et retouchées. Cependant, bien des gens ont spontanément vu dans le clip un message plus optimiste et encourageant : n'importe quelle femme peut devenir belle grâce au maquillage et n'importe qui peut devenir parfait avec des retouches numériques.
La conception est pris en charge par l'agence Ogilvy & Mather de Toronto. L'auteur du scénario est Tim Piper qui se chargera également de la direction du tournage avec Yael Staav. La musique est composée en trois semaines avec un logiciel de tracking par Andrew Harris, concepteur sonore chez Vapor Studio. La société de post-production, Soho s'est chargée de stabiliser la position du visage du mannequin en corrigeant les micro-oscillations de sa tête. Elle a également développé le logiciel de retouche numérique simulant Adobe Photoshop dont l'Interface Homme-machine est visible dans une partie du clip.

## Succès
Faisant partie de la campagne de Dove pour la « vraie beauté », ce clip a contribué à la rendre virale, c’est-à-dire inciter chaque personne ayant vu le clip à en parler autour de lui, en amplifiant ainsi son succès, si bien qu'un mois après sa publication sur YouTube, le clip est visionné  15 millions de fois, ce qui le place alors au 53e rang des vidéos les plus vues de l'histoire du site. Elle est rapidement parodiée, « Slob Evolution » par exemple met en scène un jeune homme qui au lieu d'être embelli est gavé de bières, de malbouffe et de cigarettes pour finalement tripler d'âge et de volume.
La publicité est mentionnée dans plusieurs émissions télévisées américaines telles que Ellen, The View, the Today Show, Entertainment Tonight ou Good Morning America et une mention dans plusieurs journaux d'actualité tels que CNN, ABC News, NBC, CBS et CityTV. 
À la suite de l'intérêt suscité par le clip, l'agence Soho publie sur YouTube un making of en anglais de quatre minutes montrant la collaboration entre Paul Gowan et la maison de post-production Soho avec le directeur artistique de Ogilvy, Tim Piper, puis quelques commentaires du photographe et de la société Vapor Music responsable de la mélodie mêlant piano et percussions douces. Le "Making Of" décrit succinctement le processus qui se déroule entre l'enregistrement vidéo et les centaines de photographies ainsi que la création du logiciel du type Photoshop utilisé pour manipuler le visage du modèle et le travail effectué par la post-production.
En plus d'un large succès d'estime, cette publicité a gagné le Grand Prix Film aux Lions d'or à Cannes en 2007 (« Cannes Lions Live »). Ce prix est considéré comme la récompense suprême en termes de création publicitaire.

## Dangers
Mais s'exposer sur le Web peut aussi être dangereux pour une marque. En effet, Greenpeace a épinglé sévèrement la marque Dove et sa maison-mère Unilever en réalisant une parodie choc du clip Evolution de Dove. L'ONG dénonce l'utilisation par Dove d'huile de palme provenant d'Indonésie, où les arbres sont sauvagement abattus, contribuant au réchauffement climatique et à l'extinction d'espèces animales.

### Documentation externe
Liens externes :
- (fr) le clip sur pourtouteslesbeautes.com ;
- (en) la vidéo originale publiée sur youtube par Tim Piper ;
- (en) making of du clip sur YouTube déposé par la société Soho ;